# Павленко, Максим Николаевич
Максим Николаевич Павленко (19 июня 1970, Киев) — украинский журналист, медиаменеджер, издатель. 
Один из авторов расследования о нелегальных поставках оружия из Украины на Балканы в начале 1990-х  гг.
Внук украинского советского кинематографиста Алексея Ярмольского.

## Биография

### Ранние годы
Родился в Киеве 19 июня 1970 года в семье журналистов.
Окончил киевскую среднюю школу №142 с физико-математическим уклоном и музыкальную школу №5. В 1987 году поступил на факультет журналистики Киевского государственного университета.

### Карьера
В 1989 году начал работать специальным корреспондентом украинской советской англоязычной  газеты "News from Ukraine". С 1990 года - помощник исследователя Холокоста на Украине, публициста, общественного деятеля Александра Шлаена, пресс-секретарь историко-просветительского центра Бабий Яр. В сентябре 1991 года отвечал за информационное сопровождение памятных мероприятий, посвященных 50-летию трагедии Бабьего Яра, организованных под эгидой Совета Министров УССР.
В 1992 году стал пресс-секретарем Торгово-промышленной палаты Украины.
С 1993 - старший редактор информационного агентства "Интерфакс-Украина", сотрудник киевского бюро немецкого информационного агентства "Deutsche Presse-Agentur (dpa)".
Был директором Центра оценки политических рисков в 1998-1999 гг. и советником Правительственного секретаря Кабинета министров Украины Виктора Лисицкого в 2000-2001 гг..
Стоял у истоков создания информационно-издательской группы "Телеграфъ". В марте 2000 года запустил газетный проект "Кіевскій телеграфъ", затем его региональные выпуски - "Харьковский телеграф", "Одесский телеграф", "Приднепровский телеграф", а также интернет-проект "Версии". Шеф-редактор газеты "Кіевскій телеграфъ". В 2001 году "Кіевскій телеграфъ"  признан "Изданием года" в Украине. Почетным президентом ИИГ "Телеграфъ" являлся депутат Верховной Рады Украины Андрей Деркач.

Логотип газеты "Кіевскій телеграфъ" в 2002-2010 гг.

Максим Павленко занимался расследованием фактов нелегальной торговли украинским оружием в 1990-е годы. По его результатам, 7 марта 2002 года, подписал открытое обращение к Президенту Украины Леониду Кучме с требованием отправить в отставку Секретаря Совета национальной безопасности и обороны Украины Евгения Марчука.
Совместно с Союзом православной молодежи Украины c октября 2002 года начал издавать газету "Православный мир". Заключил с РИА Новости договор о выпуске еженедельного приложения "Российский вестник" к газете "Кіевскій телеграфъ" и региональным изданиям холдинга.
30 мая 2003 года был вновь избран председателем правления информационно-издательской группы "Телеграфъ", однако уже 16 июля, из-за расхождения с акционерами во взглядах на стратегию, подал в отставку по собственному желанию.
С 2004 года возглавлял дочерний интернет-проект РИА Новости - ИА "Новости-Украина".
В марте 2006 года был назначен руководителем издательского дома "Профит Пресс". Совместно с российским писателем Дмитрием Быковым осуществил ребрендинг журнала "Профиль-Украина".. На страницах обновленного издания, 3 июля 2006 года, Президент Украины Виктор Ющенко  презентовал собственный рейтинг основных достижений страны и власти.
В мае 2006 года начал издавать журнал "Commercial Real Estate UA", а в октябре того же года - журнал "Антиквар".
В 2008 году возглавил издательство "Восточная проекция". Вместе с историком, киевоведом Александром Анисимовым запустил проекты "Мой Киев" и "Зона отчуждения". В рамках последнего увидели свет фотоальбомы "Куклы Чернобыля" и "Лица Чернобыля". 
В 2011 создал и возглавил интернет-проект "health info - Все о здоровье".
В 2013-2014 гг. был председателем наблюдательного совета консалтинговой компании "Статскій советникъ".

### Общественная деятельность
Выступал в защиту исторического наследия Киева.

## Семья
- Отец - Николай Павленко (род. 1946) - журналист, популяризатор науки; в 1970-х - референт директора Института кибернетики, академика АН СССР Виктора Глушкова, автор книг «Академик Глушков: взгляд в будущее», «Информация, мозг, жизнь», «Учащимся о бионике» [39].
- Мама — Элеонора Павленко (род. 1948) — тележурналист, в 1970-80-х - редактор УТ (первый канал); одна из активных защитниц исторического наследия Киева[4][40].
- Брат — Денис Павленко (род. 1980) — экономист, директор Центра оценки социальных и экологических рисков[4][7].

## Взгляды, высказывания
- О власти

«Ни для кого никогда не было секретом, что в разных регионах украинцы по-разному воспринимают политическую власть, по разному понимают ее природу и предназначение. Как раз попытка навязать всем одинаковые представления и единую систему управления и стала одной из причин тех событий, которые мы сейчас переживаем» (coser.com.ua, 11.01.2017).
- О современной украинской журналистике

«Предыдущие годы развратили журналистов. В результате, для них нет плохого и хорошего, правильного и неправильного – есть только «пиар». Мы перепутали объективность и беспристрастность с беспринципностью. Но эта беспринципная позиция напрямую вредит медиа, как бизнесу, ведь его продукцию потребляют живые люди, которые прекрасно понимают, с чем имеют дело. То, что выдается за СМИ, на самом деле таковым не является.Не случайно уровень доверия к СМИ чрезвыйчайно низкий уже не один год» 
(Детектор медіа, 22.10.2007)

## Оценки
«Максим Павленко - один из самых типичных и в то же время нетипичных представителей новой генерации украинских менеджеров. Типичен, потому что обладает стандартным набором необходимых качеств поколения next отечественных руководителей - образование, энергия, ответственность, умение объединять вокруг себя талантливых единомышленников. Нетипичен же, потому что, работая в медиа и области PR-технологий, не использует служебное положение для собственной рекламной раскрутки».
- Газета "Факты и комментарии"[43].

«Павленко обладает серьезным опытом создания долговременных успешно работающих медиа-проектов».
- Медиаменеджер Константин Дорошенко[23]

## Награды
- Знак отличия Государственного комитета Украины по делам национальностей и миграции "За личный весомый вклад в укрепление мира и межнационального согласия" (2004)
- Почетный знак Министерства по вопросам чрезвычайных ситуаций (МЧС Украины) "За содействие" (2007)[7]